# Eilean Mòr, Enard Bay
Eilean Mòr är en obebodd ö i Enard Bay i Highland, Skottland. Ön är belägen 6,5 km från Lochinver.